# Aaron Connolly
Aaron Anthony Connolly (* 28. Januar 2000 in Galway) ist ein irischer Fußballspieler, der bei Leyton Orient in der englischen EFL League One unter Vertrag steht.

## Karriere

### Verein
Connolly begann mit dem Fußballspielen beim Maree Oranmore FC und Mervue United, Amateurvereine aus der Umgebung seiner Heimatstadt Oranmore. Im Sommer 2016 wechselte er in die U18-Mannschaft des englischen Vereins Brighton & Hove Albion. Bald wurde er in die U23 befördert und hinterließ auch dort einen starken Eindruck. Am 22. August 2017 gab er beim 1:0-Heimsieg gegen den FC Barnet im EFL Cup sein Debüt für die erste Mannschaft, als er in der 76. Spielminute für Tomer Hemed eingewechselt wurde. Dieser Einsatz blieb sein einziger in dieser Spielzeit bei der A-Mannschaft, während er bei der U23 in 18 Ligaspielen neun Tore erzielte.
In der folgenden Spielzeit 2018719 verbesserte er seine Torquote und traf bis Mitte Januar in 15 Ligaspielen der Premier League 2 insgesamt elfmal. In der EFL Trophy 2018/19 erzielte er in den drei Gruppenspielen fünf Treffer. Am 31. Januar 2019 unterzeichnete Connolly einen 3-1/2-Jahres-Vertrag bei den Seagulls. Am selben Tag wurde er für die restliche Saison 2018/19 an den Drittligisten Luton Town ausgeliehen. Aufgrund einer Oberschenkelverletzung stieß er jedoch erst im April 2019 zu den Hatters. Sein Debüt gab er am 13. April (42. Spieltag) bei der 1:3-Auswärtsniederlage gegen Charlton Athletic, als er in der zweiten Halbzeit für Harry Cornick eingewechselt wurde. Am letzten Spieltag kam er dann noch zu einem Kurzeinsatz und verließ dann Luton Town zum Saisonende wieder.
Am 27. August 2019 bestritt er seinen zweiten Profieinsatz für Brighton & Hove Albion, als er beim 2:1-Auswärtssieg gegen die Bristol Rovers im EFL Cup die gesamte Spieldauer am Feld stand und außerdem einen Treffer erzielte. Sein Premier-League-Debüt gab er drei Tage später, als er bei der 0:4-Auswärtsniederlage gegen Manchester City eingewechselt wurde. Am 5. Oktober 2019 erzielte er in seinem Startelfdebüt in der Premier League beim 3:0-Heimsieg gegen Tottenham Hotspur einen Doppelpack. Anfang 2022 wurde er an den Zweitligisten FC Middlesbrough verliehen. Im Juli 2022 folgte mit dem italienischen Serie-B-Klub FC Venedig ein weiteres Leihengagement für eine komplette Saison. Nach Zwischenstationen bei Hull City, dem AFC Sunderland und Millwall, steht er seit dem 7. Juli 2025 beim englischen Drittligisten Leyton Orient unter Vertrag.

### Nationalmannschaft
In den Jahren 2016 und 2017 absolvierte Aaron Connolly sechs Qualifikationsspiele zur U17-Europameisterschaft für die irische U17-Nationalmannschaft, in denen er sieben Tore erzielen konnte. Anschließend nahm er auch an der Endrunde in Kroatien teil, wo er in vier Spielen ohne Torerfolg blieb.
Mit der U21 nahm er im Juni 2019 am Turnier von Toulon teil. Beim 4:1-Auftaktsieg gegen die Chinesische Auswahl traf er einmal und lieferte eine Vorlage.
Am 12. Oktober 2019 debütierte Aaron Connolly in der A-Nationalmannschaft, als er beim 0:0-Unentschieden gegen Georgien in der Qualifikation zur Europameisterschaft 2020 in der 79. Spielminute für James Collins eingewechselt wurde.